# Jüdischer Friedhof (Abterode)

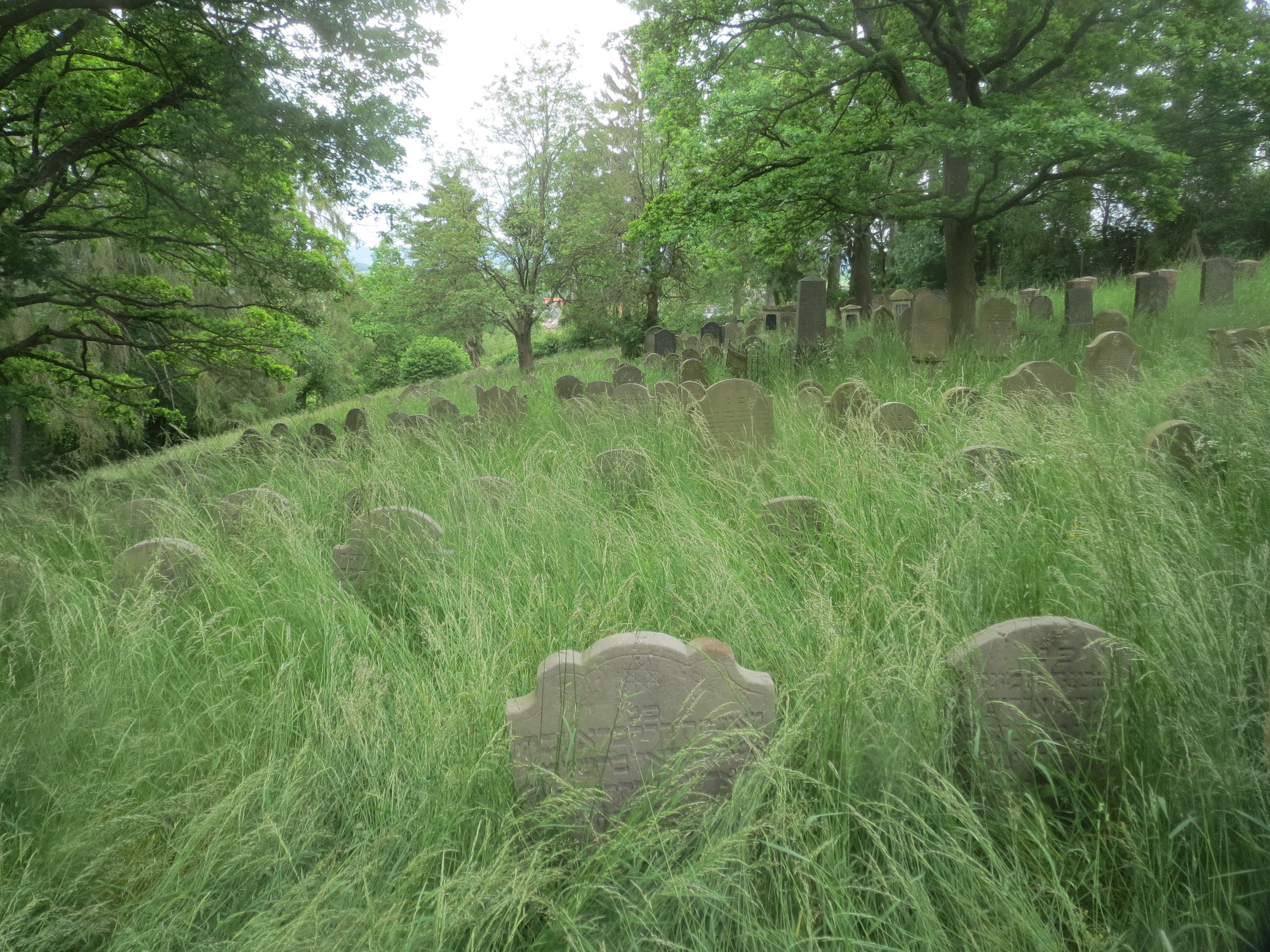
Jüdischer Friedhof

Der jüdische Friedhof in Abterode, einem Ortsteil der Gemeinde Meißner im hessischen Werra-Meißner-Kreis, wurde in der Mitte des 17. Jahrhunderts angelegt. Der Friedhof liegt etwa 200 Meter vom Ortsrand entfernt auf der rechten Seite der verlängerten Rehbergstraße.
Zuvor wurden die in Abterode verstorbenen Juden auf dem Friedhof in Jestädt beigesetzt. Auf dem jüdischen Friedhof in Abterode wurden auch die Toten folgender jüdischer Gemeinden beigesetzt: Allendorf, Frankershausen, Germerode und Vockerode.
Auf dem 49,03 Ar großen Friedhof befinden sich heute noch 491 Grabsteine aus der Zeit von 1659 bis 1936.